# IC 1166-1
IC 1166-1 — галактика типу S (спіральна галактика) у сузір'ї Північна Корона.
Цей об'єкт міститься в оригінальній редакції індексного каталогу.